# Mayerling

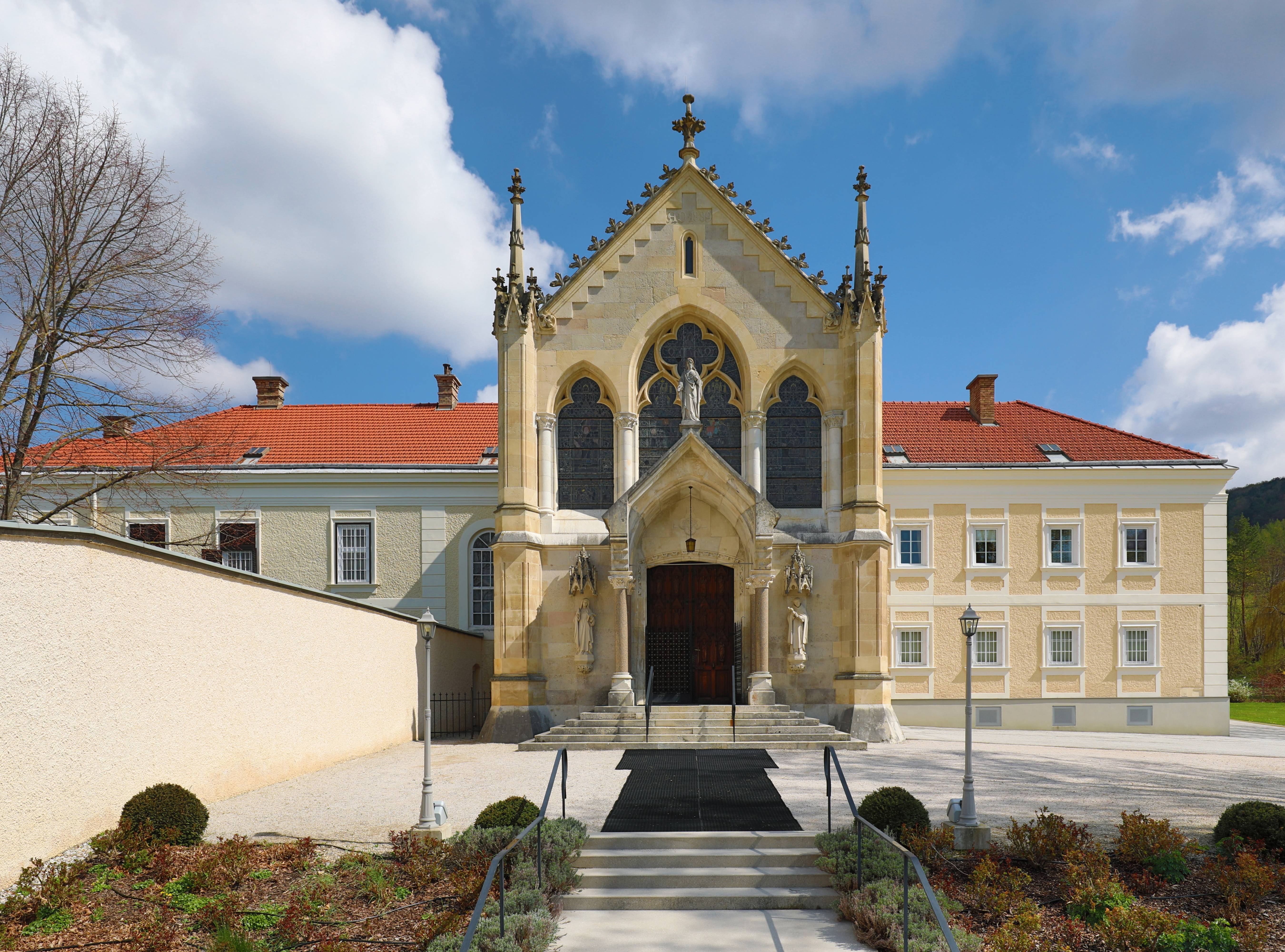
Mayerling

Mayerling – pałac myśliwski w Austrii, w którym 30 stycznia 1889 roku doszło do tragedii w Mayerling – następca tronu austro-węgierskiego, arcyksiążę Rudolf, jedyny syn Franciszka Józefa I i cesarzowej Elżbiety, popełnił samobójstwo wraz ze swą kochanką Marią Vetsera. 
Po tragicznej śmierci Rudolfa, na rozkaz cesarza Franciszka Józefa pałacyk został przebudowany na kościół, tak że ołtarz wybudowano dokładnie w miejscu, gdzie stało łoże, na którym leżeli zmarli Maria i Rudolf. Pałacyk przekształcono w klasztor i przekazano karmelitankom, które do dzisiaj nim się opiekują. 
Dramat, jaki rozegrał się w Mayerling, był inspiracją dla licznych filmów, m.in.:
- Mayerling (1936), w reżyserii Anatola Litvaka
- De Mayerling à Sarajevo (1940), w reżyserii Maxa Ophülsa
- Le Secret de Mayerling (1949), w reżyserii Jeana Delannoya
- Mayerling (1968), w reżyserii Terence’a Younga, gdzie w rolach tragicznych kochanków wystąpili Omar Sharif i Catherine Deneuve
- Miłość Elwiry Madigan (1967), w reżyserii Bo Widerberga, szwedzkiego reżysera

Powstał również musical, pióra Franka Wildhorna, zatytułowany Rudolf: Afera Mayerling, który wystawiany był na Węgrzech, w Polsce, Austrii i Japonii.
Również Stanisław Staszewski w swoim utworze „W czarnej urnie” wspominał o pałacyku Mayerling: "A dom pusty jak pałacyk Mayerling". Piosenkę wykonywał później syn autora – Kazik Staszewski wraz z grupą Kult.